# Ломашор
Ломашор, Романшор — река в России, протекает в Юсьвинском и Ильинском районах Пермского края. Устье реки находится в 83 км по левому берегу реки Чёрмоз. Длина реки составляет 13 км.
Исток реки в лесах Верхнекамской возвышенности в 8 км к югу от села Крохалево. Река течёт на юг и юго-запад, всё течение за исключением устья проходит по ненаселённому лесному массиву. Верхнее течение проходит по Юсьвинскому району, среднее и нижнее — по Ильинскому. Впадает в Чёрмоз в деревне Нифонтово.

## Данные водного реестра
По данным государственного водного реестра России относится к Камскому бассейновому округу, водохозяйственный участок реки — Кама от города Березники до Камского гидроузла, без реки Косьва (от истока до Широковского гидроузла), Чусовая и Сылва, речной подбассейн реки — бассейны притоков Камы до впадения Белой. Речной бассейн реки — Кама.
По данным геоинформационной системы водохозяйственного районирования территории РФ, подготовленной Федеральным агентством водных ресурсов:
- Код водного объекта в государственном водном реестре — 10010100912111100009127
- Код по гидрологической изученности (ГИ) — 111100912
- Код бассейна — 10.01.01.009
- Номер тома по ГИ — 11
- Выпуск по ГИ — 1